# Sus scrofa sibiricus
Sus scrofa sibiricus is een ondersoort van het wild zwijn, die voorkomt in de regio rondom het Baikalmeer, in Transbaikal en in het noorden en noordoosten van Mongolië. Het is de kleinste ondersoort in de voormalige Sovjetregio en heeft een donkerbruine, bijna zwarte vacht met een lichtgrijze vlek van de wangen tot de oren. De schedel is vierkantachtig en de traanbeenderen zijn kort.